# Ернестін Андерсон
Ернесті́н А́ндерсон (англ. Ernestine Anderson), повне ім'я Ернесті́н Айрі́н А́ндерсон (англ. Ernestine Irene Anderson; 11 листопада 1928, Х'юстон, Техас — 10 березня 2016, Сієтл, Вашингтон) — американська джазова співачка.

## Біографія
Народилась 11 листопада 1928 року в Х'юстоні, штат Техас; у родині домогосподарки Ірми та Джозефа Андерсона, будівельника, який співав у госпел-квартеті. У 1944 році родина переїхала до Сієтлу, штат Вашингтон. Розпочала кар'єру в 1943 році як ритм-енд-блюзова співачка в гурті Расселла Жаке; потім у гурті Джонні Отіса з 1947 по 1949; перший запис зробила з оркестром Шифті Генрі у 1947 році на лейблі Black & White. У 1950-х почала співати джаз, працювала з Лайонелом Гемптоном (1952—1953).
Дебютний запис зробила у листопаді 1955 року з Джиджі Грайсом. Гастролювала в Скандинавії з Рольфом Еріксоном (1958). Її альбом Hot Cargo!, записаний у Швеції з Гарольдом Арнольдом, став хітом і дозволив співачці записуватись на лейблі Mercury, після повернення до США. Була настільки популярна, що потрапила на обкладинку журналу «Time», виступила на першому Монтерейському джазовому фестивалі у 1958 році та була названа «Новою зіркою» за версією журналу «Down Beat» за результатами опитування критиків, проведеного у 1959 році.
Випустила декілька альбомів на початку 1960-х на Mercury. У 1960-х її популярність стала спадати; у 1965 році переїхала до Англії. Повернулась до США у 1975 році, коли взяла участь Торнвотерському фестивалі в Канаді. Рей Браун став її менеджером і організував її виступ на фестивалі Concord Jazz Festival у 1976 році, після чого співачка отримала контракт від лейблу Concord, на якому відразу були випущені альбоми Live from Concord to London і Hello Like Before.
У 1981 випустила альбом Never Make Your Move Too Soon на Concord, який був номінований на нагороду Греммі. У 1980-х виступала з тріо Генка Джонса, Джорджем Ширінгом, Бенні Картером, Capp-Pierce Juggernaut, Clayton-Hamilton Jazz Orchestra, з власним квартетом. У 1992 році підписала контракт з лейблом Qwest Квінсі Джонса. На Koch випустила альблом Isn't It Romantic у 1998 році. Концертний альбом I Love Being Here with You вийшов у 2002 році, а Love Makes the Changes вийшов у 2003 році на лейблі Highnote. Лейбл випустви альбом співачки A Song for You у 2009 році. У 2011 році випустила Nightlife, концертний альбом з різними невеликими музичними колективами, за участі колеги по лейблу Х'юстона Персона.
Померла 10 березня 2016 року в Сієтлі у віці 87 років.

## Дискографія
- Hot Cargo! (Mercury, 1958)
- The Toast of the Nation's Critics (Mercury, 1959)
- Moanin' (Mercury, 1960)
- My Kinda Swing (Mercury, 1960)
- The Fascinating Ernestine (Mercury, 1960)
- The New Sound of Ernestine Anderson (Sue, 1963)
- Miss Ernestine Anderson (Columbia, 1967)
- Never Make Your Move Too Soon (Concord, 1981)
- Big City (Concord, 1983)
- Now and Then (Qwest, 1993)
- Blues, Dues & Love News (Qwest, 1996)